# کریستیان کرفتین
کریستیان کرفتین (نروژی: Kristian Krefting; ۹ فوریهٔ ۱۸۹۱ – ۱۳ آوریل ۱۹۶۴) بازیکن فوتبال، افسر نظامی، مهندس شیمی و صاحب کارخانه اهل نروژ بود.
همچنین برندهٔ جوایزی همچون نشان سنت اولاف شده‌است.
از باشگاه‌هایی که در آن بازی کرده‌است می‌توان به باشگاه فوتبال لین اشاره کرد.